# Sinica (objaw)
Sinica, cyjanoza (łac. cyanosis) – objaw charakteryzujący się sinym, niebieskawym zabarwieniem skóry i błon śluzowych ciała z powodu zwiększonej ilości hemoglobiny odtlenowanej we krwi włośniczkowej (>5 g/dl) lub obecnością hemoglobiny patologicznej, najczęściej methemoglobiny (>0,5 g/dl). Wyróżnia się sinicę centralną i obwodową, które można różnicować za pomocą objawu Lewisa. W celu wykluczenia hipoksemii należy wykonać gazometrię lub pulsoksymetrię.
Sinica nie występuje u osób z ciężką niedokrwistością, ponieważ nie jest związana z obniżeniem poziomu samej hemoglobiny, a jedynie ze zwiększeniem ilości hemoglobiny odtlenowanej. Natomiast u pacjentów z czerwienicą prawdziwą sinica pojawia się wcześnie.

## Sinica centralna
Spowodowana jest zmniejszeniem wysycenia hemoglobiny krwi tętniczej tlenem lub obecnością hemoglobiny patologicznej. Zauważa się niebieskawe zabarwienie skóry oraz błon śluzowych, głównie warg, języka oraz jamy ustnej. Sinica centralna pojawia się wówczas, gdy ciśnienie parcjalne tlenu we krwi tętniczej wynosi <60 mm Hg, a wysycenie hemoglobiny tlenem <85%.

### Przyczyny
- Niewydolność oddechowa spowodowana głównie zaburzeniem stosunku wentylacji do perfuzji np.:
  - Zapalenie płuc
  - POChP
- Wady wrodzone serca
- Obniżenie ciśnienia tlenu spowodowane np. przebywaniem na dużych wysokościach
- Obecność hemoglobiny patologicznej
  - Methemoglobina
  - Sulfhemoglobina

## Sinica obwodowa

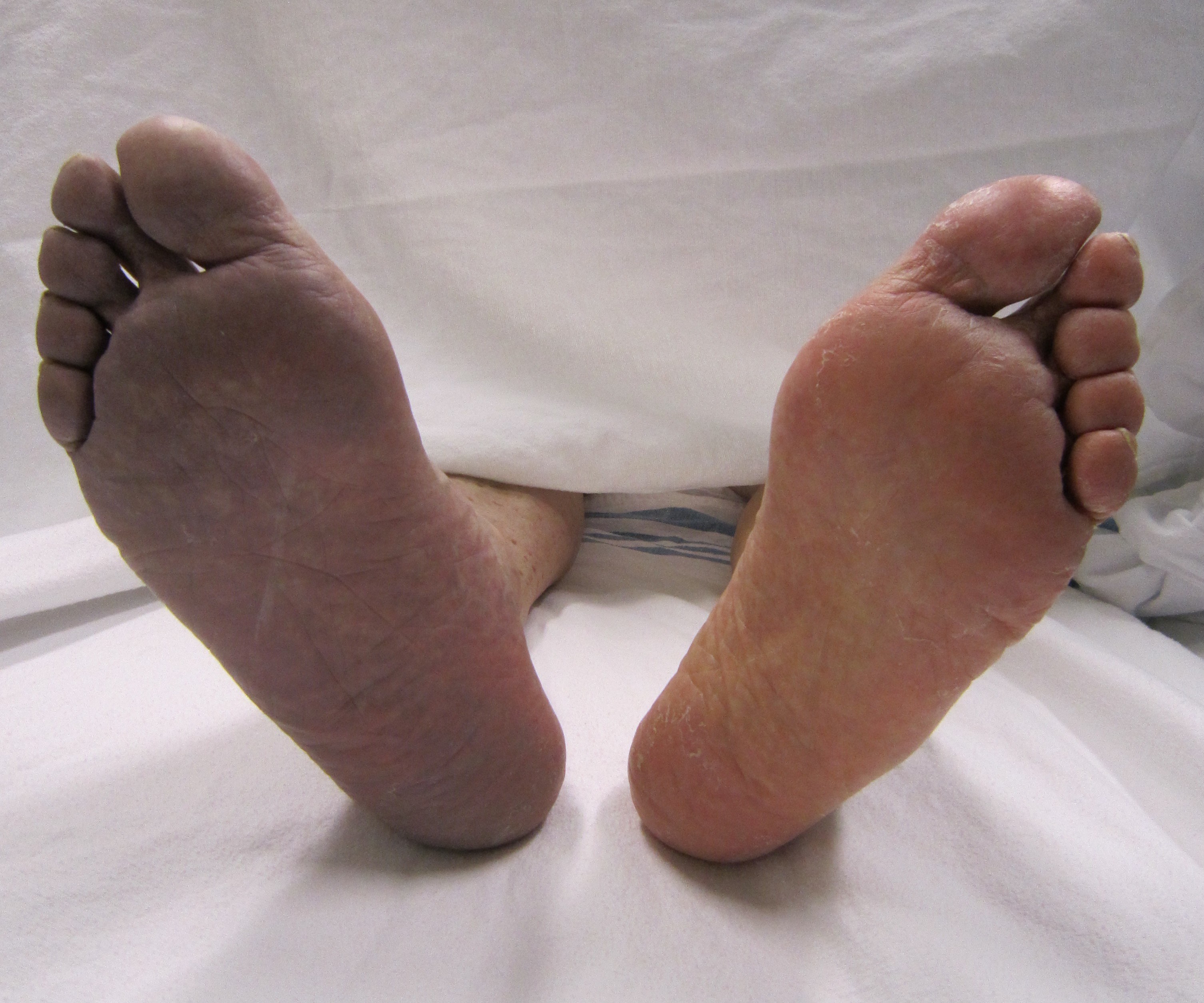
Sinica obwodowa prawej stopy spowodowana zatorem tętnicy

Spowodowana jest zmniejszeniem perfuzji tkanek na obwodzie. Obserwuje się niebieskawe zabarwienie skóry obecne jedynie na dystalnych częściach ciała. Wyniki gazometrii pozostają w normie.

### Przyczyny
- Znaczne wychłodzenie ciała
- Zmniejszenie objętości wyrzutowej serca np.:
  - Wstrząs kardiogenny
  - Zwężenie zastawki mitralnej
  - Zwężenie zastawki aortalnej
- Miejscowe zaburzenia układu tętniczego np.:
  - Zatory tętnicze
  - Zakrzepowo-zarostowe zapalenie naczyń
  - Angiopatia cukrzycowa
- Zaburzenia naczynioruchowe:
  - Nerwica
  - Objaw Raynauda

## Sinica płucna
Niektórzy autorzy wyróżniają również sinicę płucną. Sinica płucna odróżniana jest od sinicy centralnej reakcją chorego na oddychanie czystym tlenem, co skutkuje ustąpieniem objawu.

## Leczenie
W sytuacjach, gdy przyczyną sinicy są choroby układu oddechowego lub niewydolność serca podaje się tlen. Natomiast leczenie jest nieskuteczne, gdy objaw spowodowany jest obecnością wady serca (np. tetralogii Fallota).